# NGC 7268A
NGC 7268A (другие обозначения — PGC 68848, ESO 467-57A, MCG -5-53-2, PGC 68839) — галактика в созвездии Южная Рыба.
Этот объект не входит в число перечисленных в оригинальной редакции «Нового общего каталога» и был добавлен позднее.